# Auguste-Louis-Dominique Delpech

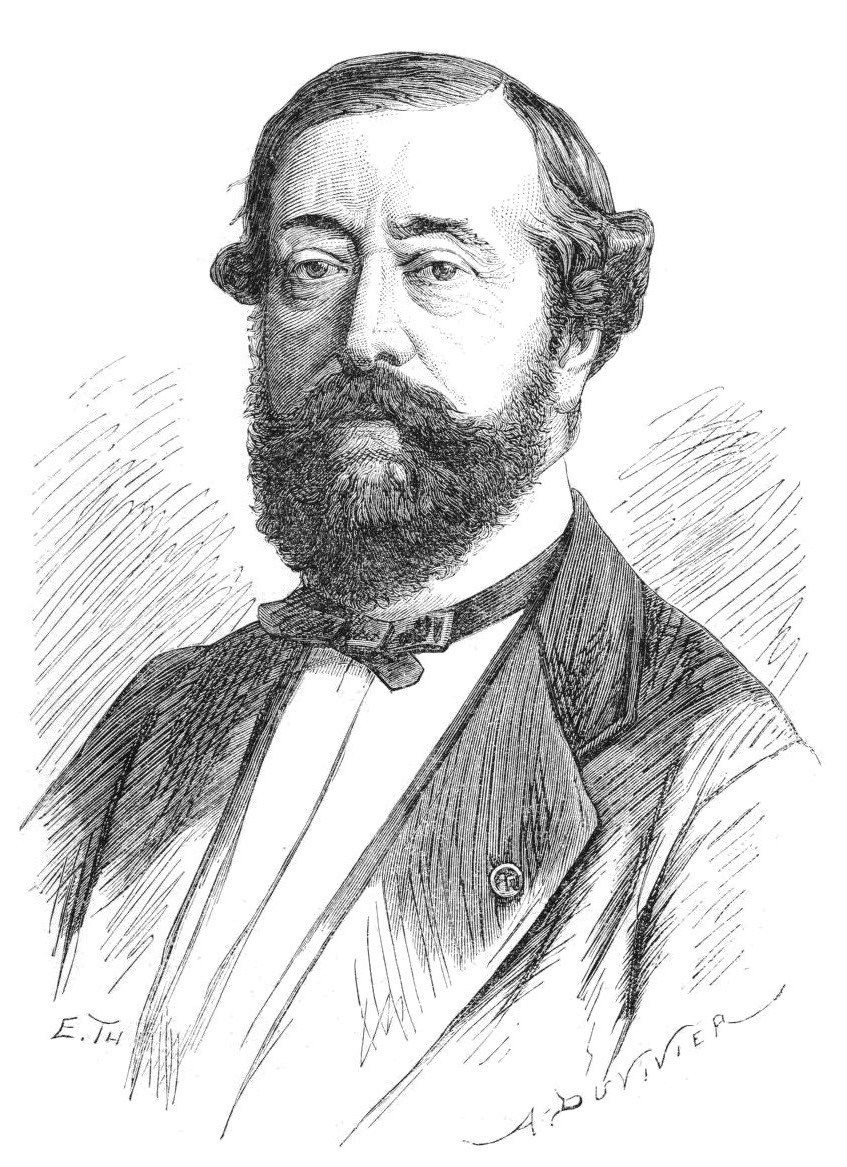
Auguste-Louis-Dominique Delpech.

Auguste-Louis-Dominique Delpech, född den 3 augusti 1818 i Paris, död den 5 september 1880 i Croissy-Beaubourg, var en fransk läkare.
Delpech tilldelades Prix Montyon 1845 for Mémoire sur les épidémies de l'année 1844. Han tog doktorsgraden 1846 och blev senare professor agrégé och läkare vid sjukhuset Necker. Delpech sysselsatte sig särskilt med fabriks- och industrihygien (koldisulfidförgiftningar). Han skrev 1864 De la ladrerie du porc och blev därefter ledamot av Académie impériale de médecine. Delpech sändes av regeringen till Tyskland för att studera trikinosepidemier. Berättelsen om dessa, Les trichines et la trichinose chez l'homme et les animaux utkom 1866. Delpech utnämndes till medlem av Conseil d'hygiène publique et de salubrité och av Conseil municipal.